# Liste der denkmalgeschützten Objekte in Wolfsthal
Die Liste der denkmalgeschützten Objekte in Wolfsthal enthält die 7 denkmalgeschützten, unbeweglichen Objekte der Gemeinde Wolfsthal.

## Denkmäler
| Foto |                 | Denkmal | Standort                                             | Beschreibung | Metadaten |
| ---- | --------------- | --- | ---------------------------------------------------- | --- | --- |
| ja   | Datei hochladen | Schlossanlage Walterskirchen HERIS-ID: 15771 Objekt-ID: 12017seit 2015                                           | Hauptstraße 5a Standort KG: Wolfsthal                | Im Kern aus dem 17. Jahrhundert stammender zweigeschoßiger Schlossbau mit mehreren Türmen. Im 18. Jahrhundert erneuert, 1880 mit den gegenwärtigen neogotischen Elementen versehen. Die namensgebende Familie Walterskirchen ist seit 1544 an dieser Stelle ansässig. | BDA-Hist.: Q37798200 Status: Bescheid Stand der BDA-Liste: 2025-06-30 Name: Schlossanlage Walterskirchen GstNr.: 83, 2459, 2460 Schlossanlage Walterskirchen                                   |
| ja   | Datei hochladen | Mariensäule HERIS-ID: 15766 Objekt-ID: 12012                                                                     | gegenüber Hauptstraße 10 Standort KG: Wolfsthal      | Statue hl. Maria mit Kind auf Säule über hohem Sockel, bezeichnet 1680 | BDA-Hist.: Q37798132 Status: § 2a Stand der BDA-Liste: 2025-06-30 Name: Mariensäule GstNr.: 1557/36                                                                                            |
| ja   | Datei hochladen | Kath. Pfarrkirche hl. Maria, Mutter der Barmherzigkeit und hl. Jakob der Ältere HERIS-ID: 15757 Objekt-ID: 12003 | Hauptstraße 32 Standort KG: Wolfsthal                | Im Kern mittelalterliche Saalkirche, im 18. Jahrhundert zur Wallfahrtskirche über T-förmigem Grundriss und halbkreisförmiger Apsis ausgebaut, hoher Turm von 1665, 14.–16. Jahrhundert Vikariat, 1642 Filiale von Hainburg, 1783 Pfarre                               | BDA-Hist.: Q37798041 Status: Bescheid Stand der BDA-Liste: 2025-06-30 Name: Kath. Pfarrkirche hl. Maria, Mutter der Barmherzigkeit und hl. Jakob der Ältere GstNr.: 2444 Pfarrkirche Wolfsthal |
| ja   | Datei hochladen | Figuren, hl. Johannes Nepomuk und hl. Florian HERIS-ID: 15758 Objekt-ID: 12004                                   | bei Hauptstraße 32 Standort KG: Wolfsthal            | Nepomukstatue auf Postament bezeichnet 1735, Florianstatue auf Volutensockel mit Wappenkartusche bezeichnet 1780 | BDA-Hist.: Q37798061 Status: § 2a Stand der BDA-Liste: 2025-06-30 Name: Figuren, hl. Johannes Nepomuk und hl. Florian GstNr.: 1557/9                                                           |
| ja   | Datei hochladen | Pfarrhof HERIS-ID: 15764 Objekt-ID: 12010                                                                        | Hauptstraße 36 Standort KG: Wolfsthal                | zweigeschoßiger Bau, im Kern 17. Jahrhundert, um 1800 umgebaut | BDA-Hist.: Q37798115 Status: § 2a Stand der BDA-Liste: 2025-06-30 Name: Pfarrhof GstNr.: 2446                                                                                                  |
| ja   | Datei hochladen | Mausoleum, Walterskirchen’sche Familiengruft HERIS-ID: 15768 Objekt-ID: 12014                                    | bei Obere Siedlungsstraße 34a Standort KG: Wolfsthal | 1865 vermutlich nach Plänen von Ludwig Wächtler in neugotischen Formen erbaut | BDA-Hist.: Q37798144 Status: Bescheid Stand der BDA-Liste: 2025-06-30 Name: Mausoleum, Walterskirchen'sche Familiengruft GstNr.: 2475                                                          |
| ja   | Datei hochladen | Burgruine Pottenburg HERIS-ID: 15770 Objekt-ID: 12016                                                            | Standort KG: Wolfsthal                               | Errichtet zwischen 955 und 1025, 1240 erstmals urkundlich erwähnt. | BDA-Hist.: Q12774278 Status: Bescheid Stand der BDA-Liste: 2025-06-30 Name: Burgruine Pottenburg GstNr.: 1534/2 Pottenburg                                                                     |